# 今古奇觀
《今古奇觀》是中國明代末年短篇白話小說集。姑蘇抱甕老人編。是馮夢龍《三言》和凌濛初《二拍》的合輯。

## 内容
《今古奇觀》全書四十篇，選自馮夢龍之「三言」（《喻世明言》八篇、《警世通言》十篇、《醒世恆言》十一篇）、凌濛初之二拍（《初刻拍案驚奇》八篇、《二刻拍案驚奇》三篇）部份作品，刊行於世。编者对各篇作了一些文字上的加工。在选取标准上，大致有四：“一曰著果報，二曰明勸懲，三曰情節新奇，四曰故典瑣聞，可資談助”。
清朝初年，三言和二拍曾湮没不彰，《今古奇观》成了流传最广的古代白话小说集，产生了较大的社会影响。

## 作者
抱甕老人推測為筆名，生平不詳，中国明朝南直隸姑蘇人。《今古奇觀》書前題有「墨憨齋手定」，抱甕老人可能是馮夢龍的朋友。

## 外部連結
- 《今古奇观》全文在线阅读（页面存档备份，存于） （简体中文）